# Gaydon
Gaydon – wieś w Anglii, w hrabstwie Warwickshire, w dystrykcie Stratford-on-Avon. Leży 15 km na południowy wschód od miasta Warwick i 119 km na północny zachód od Londynu. W 2001 miejscowość liczyła 376 mieszkańców.